# Ancylomenes
Ancylomenes es un género de camarones de la familia Palaemonidae, orden Decapoda.
Este género de camarones se ha descrito recientemente, Okuno y Bruce, 2010, extrayendo la mayoría de sus especies del emparentado género Periclimenes. No obstante, debido a su reciente creación, el Sistema Integrado de Información Taxonómica aún no lo ha incorporado.

## Especies
El Registro Mundial de Especies Marinas reconoce las siguientes especies en el género:
- Ancylomenes adularans (Bruce, 2003)
- Ancylomenes aesopius (Spence Bate, 1863)
- Ancylomenes amirantei (Bruce, 2007)
- Ancylomenes aqabai (Bruce, 2008)
- Ancylomenes australis Bruce, 2013
- Ancylomenes batei Bruce, 2011
- Ancylomenes grandidens (Bruce, 2005)
- Ancylomenes holthuisi (Bruce, 1969)
- Ancylomenes kobayashii (Okuno & Nomura, 2002)
- Ancylomenes kuboi Bruce, 2010
- Ancylomenes lipkei Bruce, 2011
- Ancylomenes longicarpus (Bruce & Svoboda, 1983)
- Ancylomenes lucasi (Chace, 1937)
- Ancylomenes luteomaculatus Okuno & Bruce, 2010
- Ancylomenes magnificus  (Bruce, 1979)
- Ancylomenes okunoi Bruce, 2010
- Ancylomenes pedersoni (Chace, 1948)
- Ancylomenes sarasvati (Okuno, 2002)
- Ancylomenes saturnii De Man, 1876
- Ancylomenes speciosus (Okuno, 2004)
- Ancylomenes tenuirostris (Bruce, 1991)
- Ancylomenes tosaensis (Kubo, 1951)
- Ancylomenes venustus (Bruce, 1989)

## Descripción
Estas pequeñas especies de camarones, quisquillas o gambitas, como se denominan comúnmente, comparten su morfología con el género Periclimenes, en sentido estricto. Se diferencian de él por un menor cefalotórax y un mayor abdomen. Tienen el rostrum bien desarrollado, normalmente arqueado, con el margen dorsal dentado. El caparazón es liso y glabro. El telson tiene 2 pares de espinas dorsales y 3 pares de espinas posteriores. Las anténulas son bien desarrolladas. Los maxilípedos tienen exópodos funcionales. Los primeros pereiópodos son simples, con bordes cortantes sin denticular. Los segundos pereiópodos son alargados, con dedos de bordes cortantes, dentados o endentados. Los pereiópodos ambulatorios son delgados, con propodio espinado ventralmente.

## Alimentación
Son omnívoros, se alimentan de parásitos y tejidos muertos de los animales que desparasitan, así como de todo tipo de algas, larvas, o huevos.

## Hábitat y comportamiento
Habitan zonas rocosas de aguas templadas y arrecifes de coral tropicales. Conviven en relación mutualista con invertebrados marinos, y la mayoría de las especies también desparasitan peces.
La mayoría de las especies son limpiadoras de diversas especies de peces y morenas, y conviven en relaciones mutualistas, con anémonas de los géneros Actinia, Megalactis, Stichodactyla, Heteractis, Condylactis y Macrodactyla, especies como Entacmaea quadricolor, Actinodendron arboreum, Antheopsis maculata, Bartholomea annulata, Bunodosoma granulifera, o Dofleinia armata; también con Pachycerianthus sp.; medusas como Cassiopea andromeda; corales, como Lobophytum sp., Goniopora sp., Catalaphyllia plicata, Euphyllia ancora, Euphyllia divisa, Euphyllia paradivisa, Heliofungia actiniformis  o Plerogyra sinuosa; e hidroides como  Aglaophenia whiteleggei.

## Distribución geográfica
Se distribuyen tanto en el Atlántico oeste, como en el Indo-Pacífico, desde las costas orientales africanas hasta las islas Marshall.

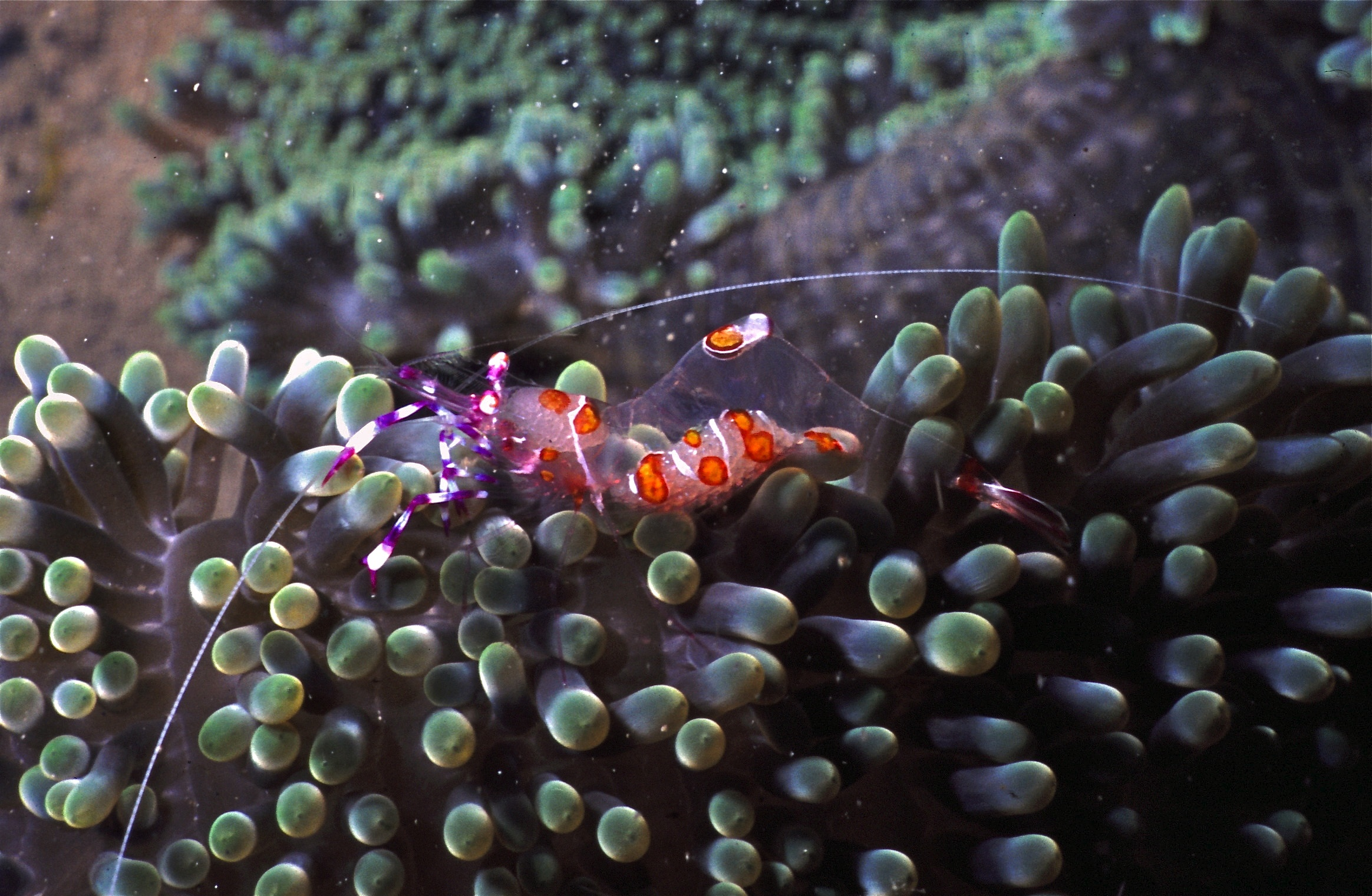
Ancylomenes holthuisi
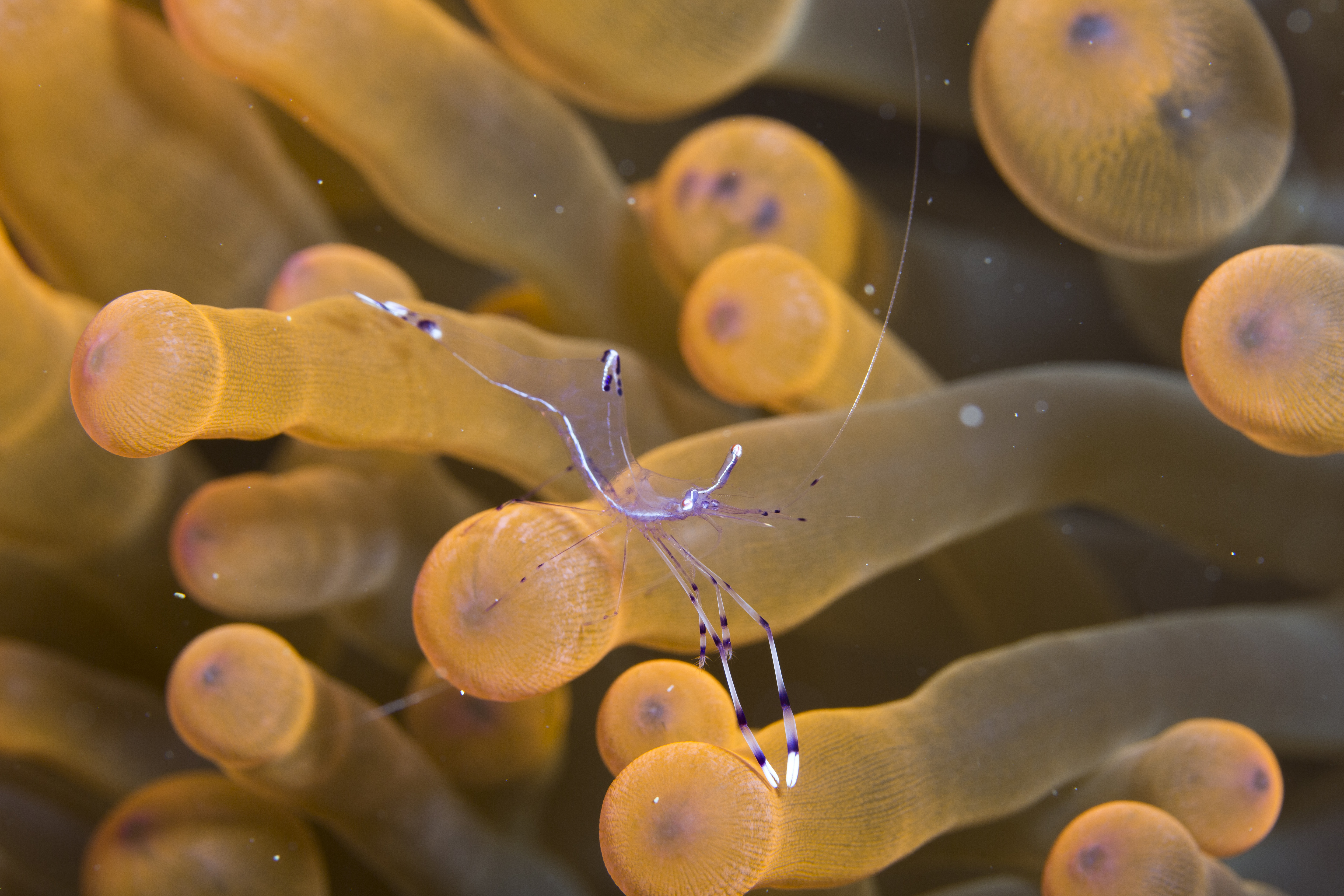
Ancylomenes longicarpus
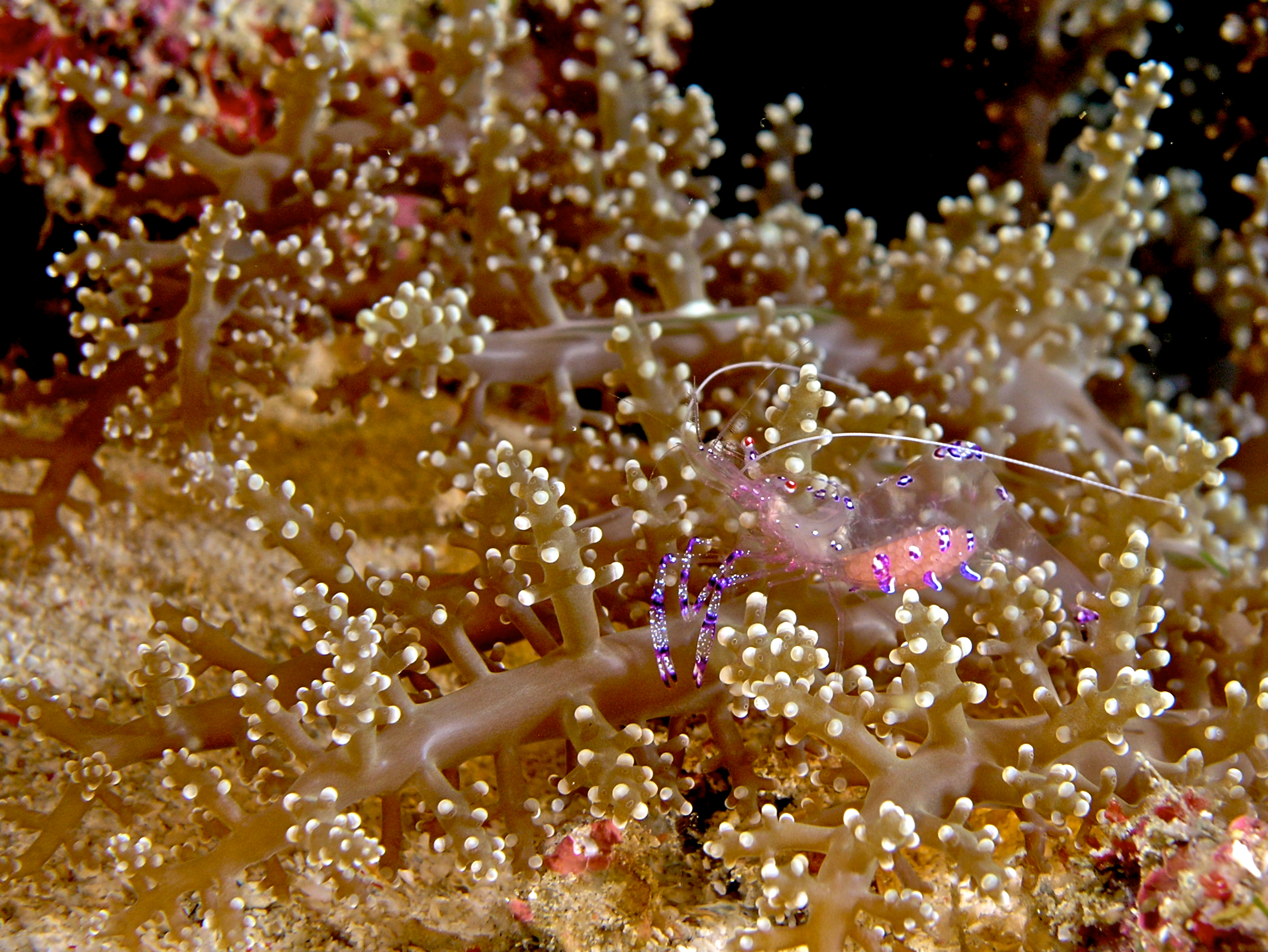
Ancylomenes magnificus
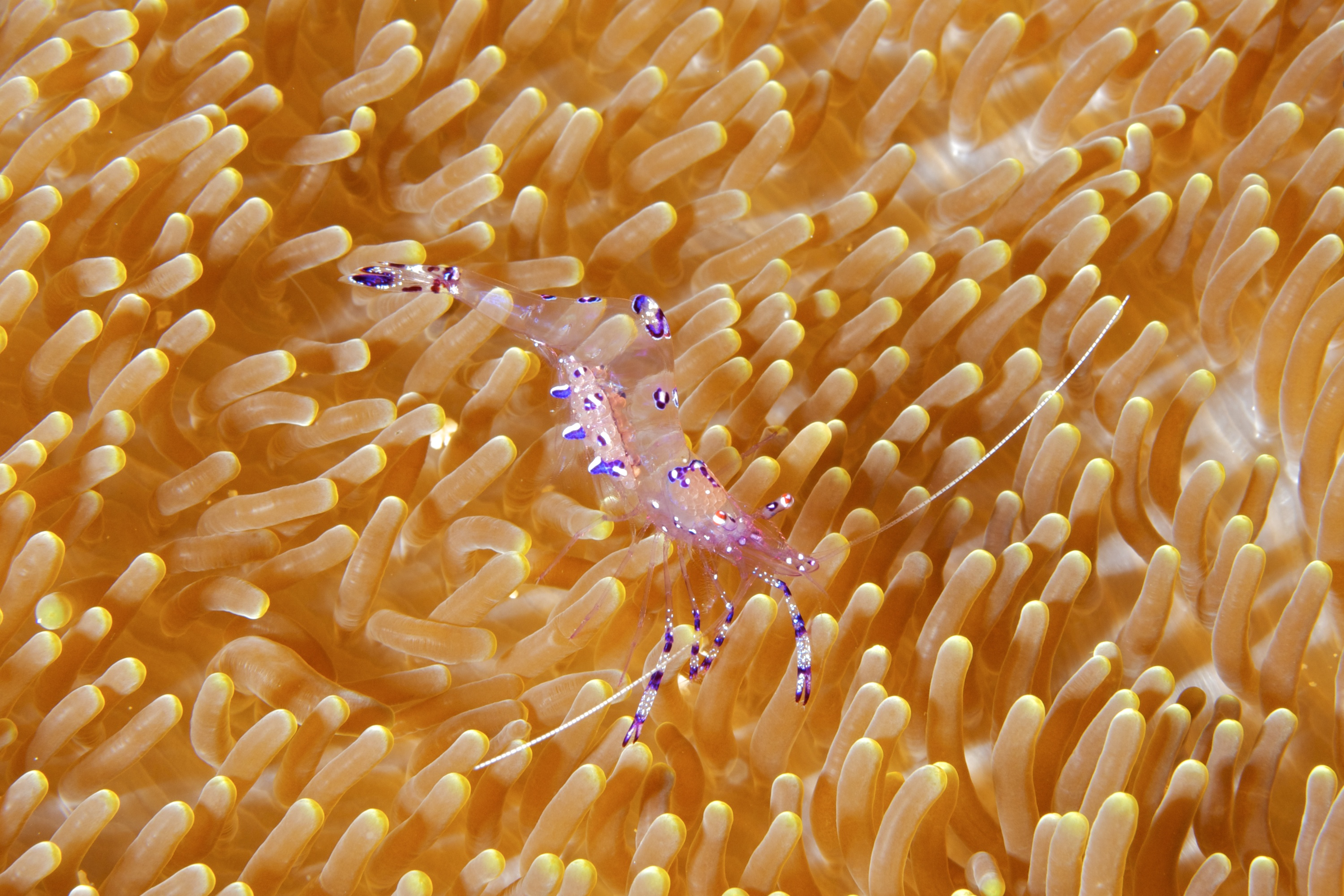
Ancylomenes sarasvati
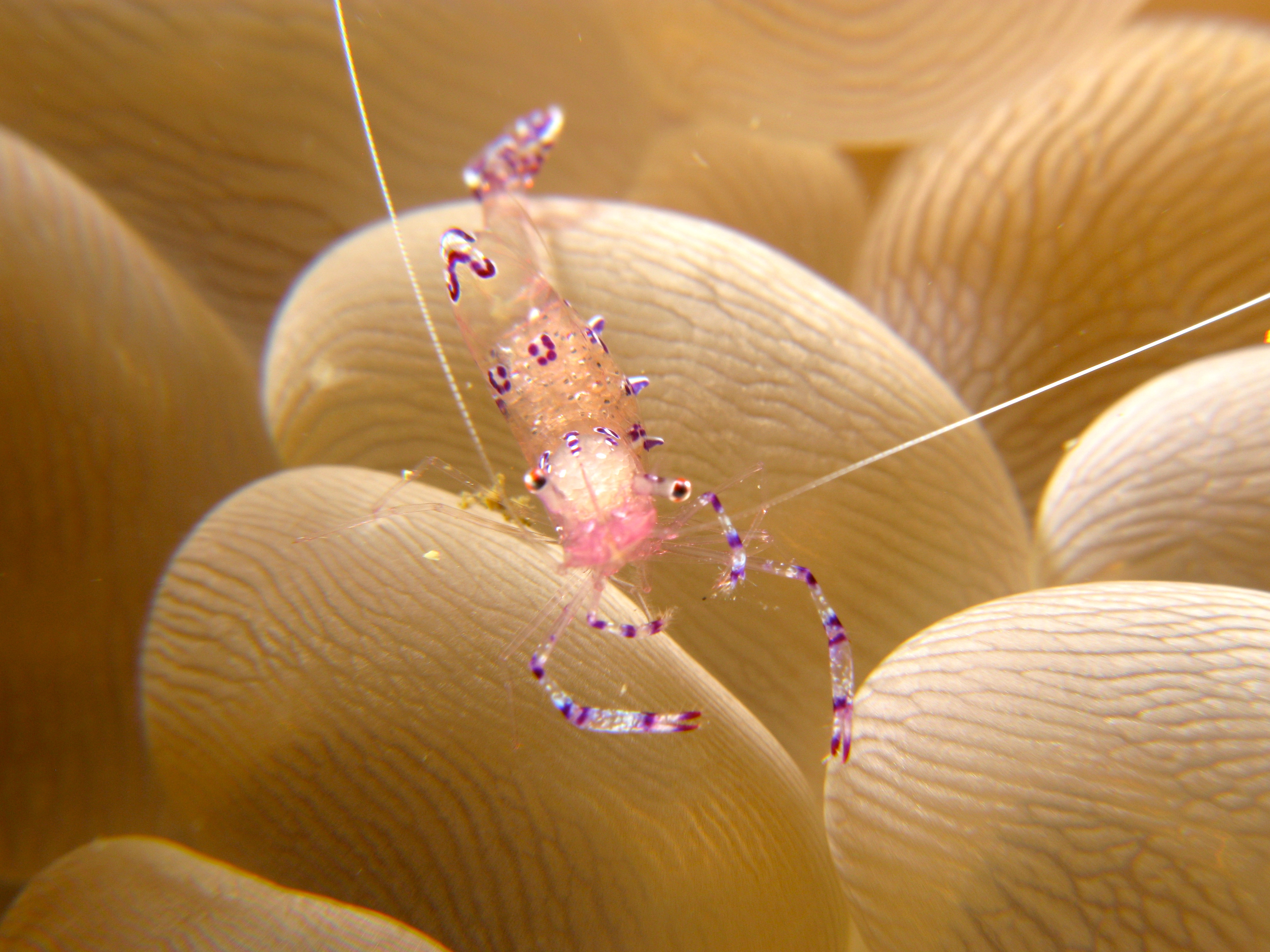
Ancylomenes tosaensis.